# Episteira atrospila
Episteira atrospila là một loài bướm đêm trong họ Geometridae.